# Карл Ясперс
Карл Теодор Ясперс (на немски: Karl Theodor Jaspers) е германски психиатър и философ екзистенциалист, който оказва голямо влияние върху модерните теология, психиатрия и философия.

## Биография
Роден е на 23 февруари 1883 г. в Олденбург, Германия. Показва интерес към философията още в ранна възраст, но опитът на баща му – юрист със съдебната система безспорно му оказва влияние и той записва право в университета. Скоро става ясно, че Ясперс не харесва правото и се прехвърля да учи медицина през 1902. Завършва медицина през 1909 г. и започва работа в психиатрична клиника в Хайделберг, в която преди няколко години Емил Крепелин е работил. Ясперс не е удовлетворен от начина, по който медицинската колегия подхожда към изучаването на психичните заболявания и си поставя за задача да подобри психиатричния подход.
През 1913 г. Ясперс временно преподава психология в Хайделбергския университет. По-късно работата става постоянна, а Ясперс никога не се връща в клиниката.
На 40-годишна възраст Ясперс се преориентира от психология към философия като работи върху проблеми, които преди е развивал в психопатологическите си трудове. Става прочут философ с много добро име в Германия и Европа.
През 1948 отива в Базелския университет в Швейцария. До смъртта си в Базел на 26 февруари 1969 г. има славата на изтъкнат философ.

## Философски възгледи
Повечето изследователи свързват Ясперс с екзистенциализма, което е отчасти така поради това, че заимства много от основите на философските възгледи на Ницше и Киркегор, и отчасти защото проблемът за индивидуалната свобода присъства изключително в трудовете му.
Във „Философия“ (3 тома, 1932) Ясперс изказва своето мнение за историята на философията и въвежда основните проблеми, с които се занимава. Започвайки със съвременната наука и емпиризма, Ясперс изтъква, че когато се съмняваме в реалността, ние прекрачваме границите, в които се затваря емпиричният метод. В този момент човек трябва да направи своя избор – да потъне в отчаяние и примирение или да направи смел скок в неизвестното, което Ясперс нарича трансцеденция. Когато човек направи този скок, то той се сблъсква със собствената безгранична свобода, която Ясперс нарича екзистенция, и така човек може да изпита истинското битие.
Човекът
Според философа в нас има нещо, което не се намира никъде в света, нещо непознаваемо, недоказуемо; нещо, изплъзващо се на всяка изследваща го наука – човешката екзистенция. Тя е това, което никога не става обект, тя е източник на човешкото мислене и поведение. Този, в качеството на когото човекът знае за себе си, не е самият човек. Това е една илюзорна привидност; истинската му същност – това е собствената му екзистенция. „Ние – казва Ясперс – създаваме себе си извън сковаващите форми на обективното природно и обществено знание.“ Намираме себе си в насочеността си към трансцендентното, – към бога, където нашата екзистенция единствено намира приют и осмисляне. Според Ясперс човек се докосва до същността си само в гранични ситуации – когато е изправен пред смъртна опасност – в тези моменти човек се отвръща от отчуждената нереалност на света.
| „ | Ние не сме създали сами себе си. Всеки може да си помисли, че е възможно и да го няма. ... Когато сме на висотата на свободата, на която по необходимост се явяват нашите дела, не по външната принуда на подчинените на природни закони явления, а като вътрешно съгласие на един неискащ нищо друго човек, ние се самоосъзнаваме като свободни, като дадени на себе си от трансценденцията. Колкото повече човек е истински свободен, толкова по-уверен е в Бога. ... Ние, хората, никога не сме достатъчни сами на себе си. ... Отнесеността на човека към Бога не е природна даденост. Понеже тя съществува само ведно със свободата, тя се изяснява на всеки отделен човек, когато направи скока от елементарното витално утвърждаване на своя живот към самия себе си... За мен Бог съществува в такава степен, в каквато аз наистина съм екзистенция. ... Човекът бива ръководен посредством преценките си за собствените дела. Тези преценки препятстват или насърчават, коригират или потвърждават. Гласът на Бога като присъда надчовешките дела има няма друг израз във времето освен в преценките на човека за неговите чувства, мотиви, постъпки. Чрез свободното, често преценяващо самовъзприятие, в самообвинението и самоодобрението индиректно, но никога окончателно и винаги двусмислено, човек намира присъдата на Бога. | “ |